# Heterochlorota mathildae
Heterochlorota mathildae är en skalbaggsart som beskrevs av Ohaus 1908. Heterochlorota mathildae ingår i släktet Heterochlorota och familjen Rutelidae. Utöver nominatformen finns också underarten H. m. peruana.